# استیو کسل
استیو کسل (انگلیسی: Steve Castle؛ زادهٔ ۱۷ مهٔ ۱۹۶۶) بازیکن فوتبال اهل بریتانیا است.
از باشگاه‌هایی که در آن بازی کرده‌است می‌توان به باشگاه فوتبال پیتربورو یونایتد، باشگاه فوتبال لیتون اورینت، باشگاه فوتبال گیلینگام، باشگاه فوتبال استیونج، باشگاه فوتبال بیرمنگام سیتی، باشگاه فوتبال پلیموث آرگیل، و باشگاه فوتبال سنت آلبنز سیتی اشاره کرد.